# Walenty Wańkowicz

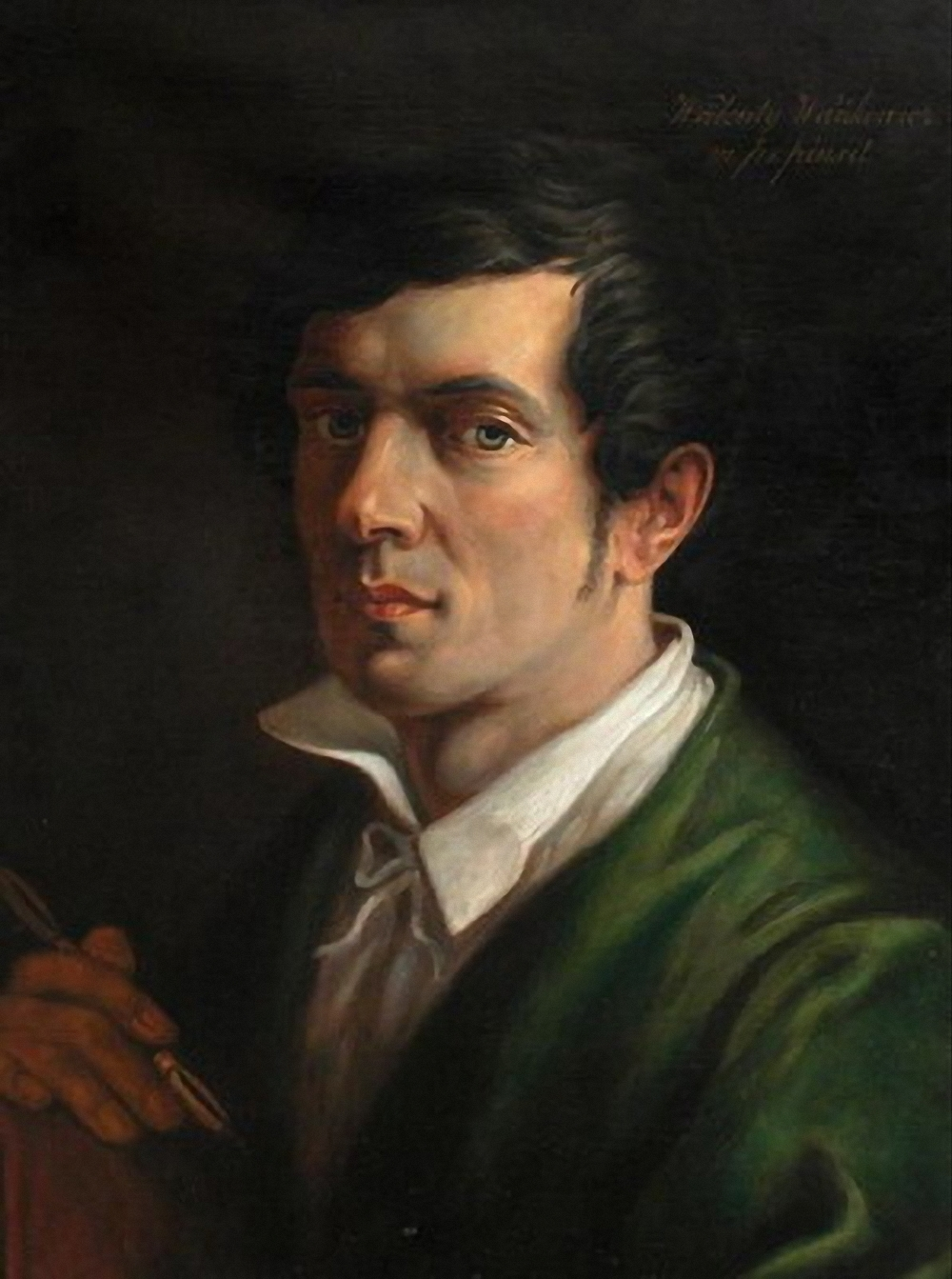
Selbstporträt des Malers

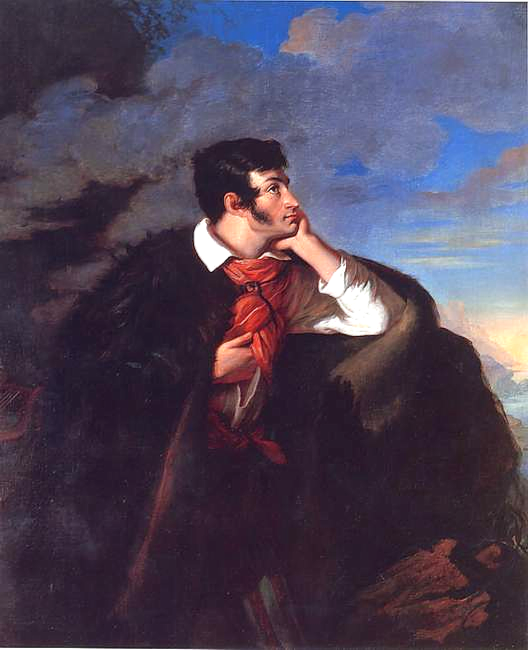
Das bekannteste Wańkowicz-Gemälde „Portrait Adam Mickiewiczs auf dem Ajudah-Felsen“ (poln.: Portret Adama Mickiewicza na Judahu skale), Öl auf Leinwand, 1827/28, Bestand des Warschauer Nationalmuseums

Walenty Wilhelm Wańkowicz (belarussisch Валянцін Ваньковіч, * 14. Februar 1799 in Kalużyce bei Minsk; † 12. Mai 1842 in Paris) war ein aus dem Gouvernement Minsk stammender Maler. Er war ein Vertreter von Klassizismus und Romantik sowie ein Anhänger der von der Universität Vilnius geprägten Malschule Wilna.

## Leben
Wańkowicz wurde auf dem Familienbesitz Kalużyce im damaligen russischen Gouvernement Minsk geboren. Sein Vater war Melchior Wańkowicz, ein in Minsk tätiger Richter. Ab 1811 besuchte der Sohn die von Jesuiten geleitete Akademie in Polazk, wo er in ziviler und militärischer Architektur sowie Zeichnen ausgebildet wurde. Sein Lehrer war Jakub Pesling; Wańkowicz schloss hier 1817 mit Auszeichnung ab. Im  Jahr 1818 schrieb er sich an der Universität Vilnius ein und studierte hier unter Jan Rustem und Jan Damel.

### St. Petersburg
Von 1925 bis 1929 war er an der Russischen Kunstakademie in St. Petersburg bei Aleksiej Jegorow und Wasilij Szebujew. In Petersburg schloss er viele Freundschaften mit bekannten Persönlichkeiten unter den hier sich aufhaltenden Polen. Einer dieser Freunde wurde der noch junge, aber bereits berühmte Dichter Adam Mickiewicz, den er zur Jahreswende 1827/1828 porträtierte („Portrait Adam Mickiewiczs auf dem Ajudah-Felsen“). Etwa in dieser Zeit entstanden auch Porträts des russischen Dichters Alexander Puschkin, der Pianistin Maria Szymanowska sowie von dem Dichter und Satiriker Antoni Gorecki (ein Onkel des Künstlers).

### Minsk
In den Folgejahren lebte Wańkowicz in dem bei Minsk gelegenen Malaja Sljapjanka sowie in Minsk selbst. Hier unterhielt er mit Jan Damel ein Atelier; von hier aus reiste er häufig nach Vilnius, deren Malszene einen großen Einfluss auf die Maler in Minsk ausübte. Es entstanden Porträts der Towiańskis, der Eheleute Gutta sowie 1834 das allegorische Napoleon-Bildnis „Napoleon vor dem Feuer“ (poln.: Napoleon przy ognisku). In Anerkennung seiner künstlerischen Leistungen ernannte der Senat ihn im Jahr 1832 zum Mitglied der Akademie. Ende 1839 unternahm er eine Reise in das Ausland. 1840 lebte er eine Zeitlang in Dresden, gefolgt von kurzen Aufenthalten in Berlin, München und Straßburg.

### Paris
1841 erreichte er Paris, hier sollte er bis zu seinem Tode bleiben. Er erneuerte den Kontakt mit dem am Collège de France lehrenden Mickiewicz, der ihn stark beeinflusste. Auch der Philosoph und Sektenbegründer Andrzej Towiański wirkte auf ihn.
Wańkowicz wurde auf dem Cimetière de Montmartre beigesetzt. Die Wańkowicz-Villa, ehemaliger Wohnsitz der Familie in Minsk, ist heute ein Museum, das dem Maler gewidmet ist.

## Werk
Wańkowicz malte überwiegend Porträts (auch Miniaturen), religiöse und historische Bilder; letztere mit Motiven aus der napoleonischen Zeit. Klassische Elemente mit starken romantischen Tendenzen bei Motiven wie im Malerischen prägen viele seiner Werke. Das vielfach kopierte Mickiwicz-Gemälde war seine herausragende Leistung und ist in seinem Stil der romantischen Wilna-Malschule zuzurechnen.